# Операција Багратион
Операција Багратион (рус. Операция Багратион) је била главни напад совјетских снага против нациста у Белорусији, што је резултовало практичним уништењем немачке групе армија Центар. Совјетске снаге су уништиле 28 од 34 дивизије групе армија Центар и потпуно разбиле немачку линију фронта. Ово је био један од највећих пораза у немачкој војној историји са губицима који су износили 450.000, док је додатних 300.000 немачких војника остало одсечено у Курландском џепу.

## Позадина
Група армија Центар се раније показала као тврд орах због Жуковљевог пораза у операцији Марс. Али у јуну 1944, упркос скраћивању свог фронта, она је била угрожена након слома групе армија Југ у биткама код Курска, ослобођења Кијева и ослобођења Крима у касно лето и затим у јесен и зиму 1943-44 (такозвани трећи период Великог отаџбинског рата).
Операција Багратион, у комбинацији са оближњом операцијом Лавов-Сандомјеж покренутом пар недеља касније у Украјини, је омогућила Совјетском Савезу да поврати практично све територије у границама из 1941, да напредује у територију Немачке у Источној Пруској и да дође до предграђа Варшаве након стицања контроле над делом Пољске источно од реке Висле.
Битка је била описана као тријумф совјетске теорије „оперативне вештине”, јер су комплетна координација свих кретања на фронту и сигнално кретање да се превари непријатељ били од кључног значаја за напад. Упркос великој бројности укључених трупа, совјетски команданти су довели противничке команданте у забуну око правца напада, све док већ није било прекасно за Немце да се извуку.

## Битка
Напад је почео ујутро 22. јуна 1944, три године након немачког напада на Совјетски Савез. Ипак, немачка Врховна команда је очекивала напад на групу армија Југ, која је већ била значајно ослабљена и истерана из већег дела Украјине и зато је примала наоружање одвојене од групе армија Центар непосредно пре напада.
Операција Багратион је укључивала преко 2,3 милиона совјетских војника распоређених у 200 дивизија и велике формације са скоро 6.000 тенкова и тешке артиљерије против 34 немачке дивизије у групи армија Центар. Пораз је за Немце резултовао смрћу или заробљеништвом скоро 350.000 немачких трупа.
Оближња операција Лвов-Сандомираз је покренута 17. јула 1944 и брзо је истерала немачке снаге из Украјине. Брз напредак те офанзиве је довео совјетске снаге пред врата Варшаве крајем јула. Операција Багратион је такође одсекла немачке јединице групе армија Север које су се бориле у Курландији. Прекид изазван овим операцијама је помогло да Совјетски Савез напредује према Балкану у августу 1944.
Операција је заустављена јер је совјетским линијама снабдевања претила опасност од превеликог издуживања. Ипак, контроверзе још увек бесне око одлуке совјетских снага да понуде ограничену (и касну) помоћ Пољској Домовинској армији у Варшавском устанку који је започео када су совјетске снаге стигле до предграђа града.
Немачком поразу допринело је пребацивање јединица као одговор на искрцавање у Нормандији две недеље раније. Четири совјетска фронта (групе армија) која су бројале преко 120 дивизија је разбило танку немачку линију. Совјети су успели да остваре однос десет према један у тенковима и седам према један у авионима у односу на непријатеља. У тренутку напада, бројчани и квалитативна предност Совјета је била очигледна. Немци су били смрвљени.
Престоница Белорусије, Минск, је ослобођен 3. јула и притом је заробљено 50.000 Немаца. Десет дана касније, Црвена армија је стигла до предратне границе са Пољском. Уништење групе армија Центар је стајало Немце 2.000 тенкова и 57.000 осталих возила. Немачки губици су процењени на 300.000 мртвих, 250.000 рањених и око 120.000 заробљених, укупно око 670.000. Совјетски губици су били 60.000 мртвих, 110.000 рањених и око 8.000 несталих, уз изгубљених 2.957 тенкова, 2.447 артиљеријских оруђа и 822 авиона.

## Последице
У односу на остале битке, ово је била далеко највећа победа у погледу бројева за Совјете, задајући четири пута веће губитке Немцима од сопствених и ослобађајући велике делове совјетске територије у року од 2 месеца. Она је била једна од пар већих битака између сила Осовина и Совјетског Савеза у коме су Немци изгубили више војника од Совјета.
Немачка војска се никад није опоравила од материјалних и људских губитака задобијених током овог времена, изгубивши око четвртину својих људи на Источном фронту, слично проценту губитака као и код Стаљинграда.
Операција је добила име по генералу Петру Багратиону, који је смртно рањен у Бородинској бици.